# Општина Коронини
Општина Коронини (Општина Пескари, рум. Comuna Coronini) је општина у округу Караш-Северин у југозападној Румунији. Према попису из 2021. године у општини је било 1.514 становника. Седиште општине је насеље Коронини. Oпштина се налази на надморској висини од 266 м.  Простире на површини од 35,06 km².

## Насељена места
Општина се састоји из 2 насеља:
- Коронини - седиште општине
- Света Јелена

## Становништво
| 1992. | 2002. | 2011. | 2021. |
| ----- | ----- | ----- | ----- |
| 2.068 | 1.878 | 1.748 | 1.514 |

Општина Коронини је на попису 2021. године имала 1.514 становника, за 234 мање (-13,39%) од претходног пописа 2011. године када је било 1.748 становника.
Према попису становништва из 2011. године већинско становништво су били Румуни којих је било 78,1%, затим следе Чеси са 16,6% и Срби са 0,2% становништва.
| Етнички састав према попису из 2011. године‍ | Етнички састав према попису из 2011. године‍ | Етнички састав према попису из 2011. године‍ | Етнички састав према попису из 2011. године‍ | Етнички састав према попису из 2011. године‍ |
| ------------------------------------------- | ------------------------------------------- | ------------------------------------------- | ------------------------------------------- | ------------------------------------------- |
|                                             |                                             |                                             |                                             |                                             |
| Румуни                                      | Румуни                                      |                                             | 1.365                                       | 78,1%                                       |
| Чеси                                        | Чеси                                        |                                             | 291                                         | 16,6%                                       |
| Срби                                        | Срби                                        |                                             | 3                                           | 0,2%                                        |
| непознато                                   | непознато                                   |                                             | 88                                          | 5%                                          |

Према попису становништва из 2021. године већинско становништво били су Румуни који чине 75,76%, а значајно су присутни и Чеси који чине 14,53% становништва.
| Етнички састав према попису из 2021. године‍ | Етнички састав према попису из 2021. године‍ | Етнички састав према попису из 2021. године‍ | Етнички састав према попису из 2021. године‍ | Етнички састав према попису из 2021. године‍ |
| ------------------------------------------- | ------------------------------------------- | ------------------------------------------- | ------------------------------------------- | ------------------------------------------- |
|                                             |                                             |                                             |                                             |                                             |
| Румуни                                      | Румуни                                      |                                             | 1.147                                       | 75,76%                                      |
| Чеси                                        | Чеси                                        |                                             | 220                                         | 14,53%                                      |
| Остали                                      | Остали                                      |                                             | 5                                           | 0,33%                                       |
| Непознато                                   | Непознато                                   |                                             | 142                                         | 9,38%                                       |

| Година       | 1992 | 1993 | 1994 | 1995 | 1996 | 1997 | 1998 | 1999 | 2000 | 2001 | 2002 | 2003 | 2004 | 2005 | 2006 | 2007 | 2008 | 2009 | 2010 | 2011 | 2012 | 2013 | 2014 | 2015 | 2016 | 2017 |
| ------------ | ---- | ---- | ---- | ---- | ---- | ---- | ---- | ---- | ---- | ---- | ---- | ---- | ---- | ---- | ---- | ---- | ---- | ---- | ---- | ---- | ---- | ---- | ---- | ---- | ---- | ---- |
| Становништво | 2020 | 2013 | 2002 | 1978 | 1943 | 1913 | 1914 | 1927 | 1936 | 1946 | 1958 | 1954 | 1955 | 1936 | 1947 | 1966 | 1966 | 1962 | 1969 | 1968 | 1966 | 1946 | 1955 | 1964 | 1990 | 1988 |